# تمارا ياتسينكو
تمارا أولكساندريفنا ياتسينكو (بالأوكرانية: Тама́ра Олександрівна Яце́нко) (مواليد 19 أغسطس 1955)، ممثلة مسرحية وسينمائية وتلفزيونية أوكرانية، وتحمل لقب فنانة الشعب في أوكرانيا.

## السيرة الذاتية
ولدت ياتسينكو في 19 أغسطس 1955 في قرية هورينكا الواقعة في مقاطعة كييف،   تخرجت في كييف من مسرح إيفان فرانكو الأكاديمي الوطني للدراما في عام 1975، وفي عام 1979 عملت في مسرح كييف الأكاديمي الوطني، كما أنها تخرجت من المعهد الروسي للفنون المسرحية عام 1990.